# 阿德蒙特附近哈尔
阿德蒙特附近哈尔是奥地利施蒂利亚州利岑县的一个市镇。总面积50.72平方公里，总人口1834人，人口密度36.2人/平方公里（2005年）。